# Donn F. Eisele
Donn Fulton Eisele (Columbus (Ohio), 23 de junio de 1930 — Tokio, 2 de diciembre de 1987) fue un astronauta estadounidense, tripulante del Apolo 7, la primera misión tripulada del Programa Apolo.

## Biografía

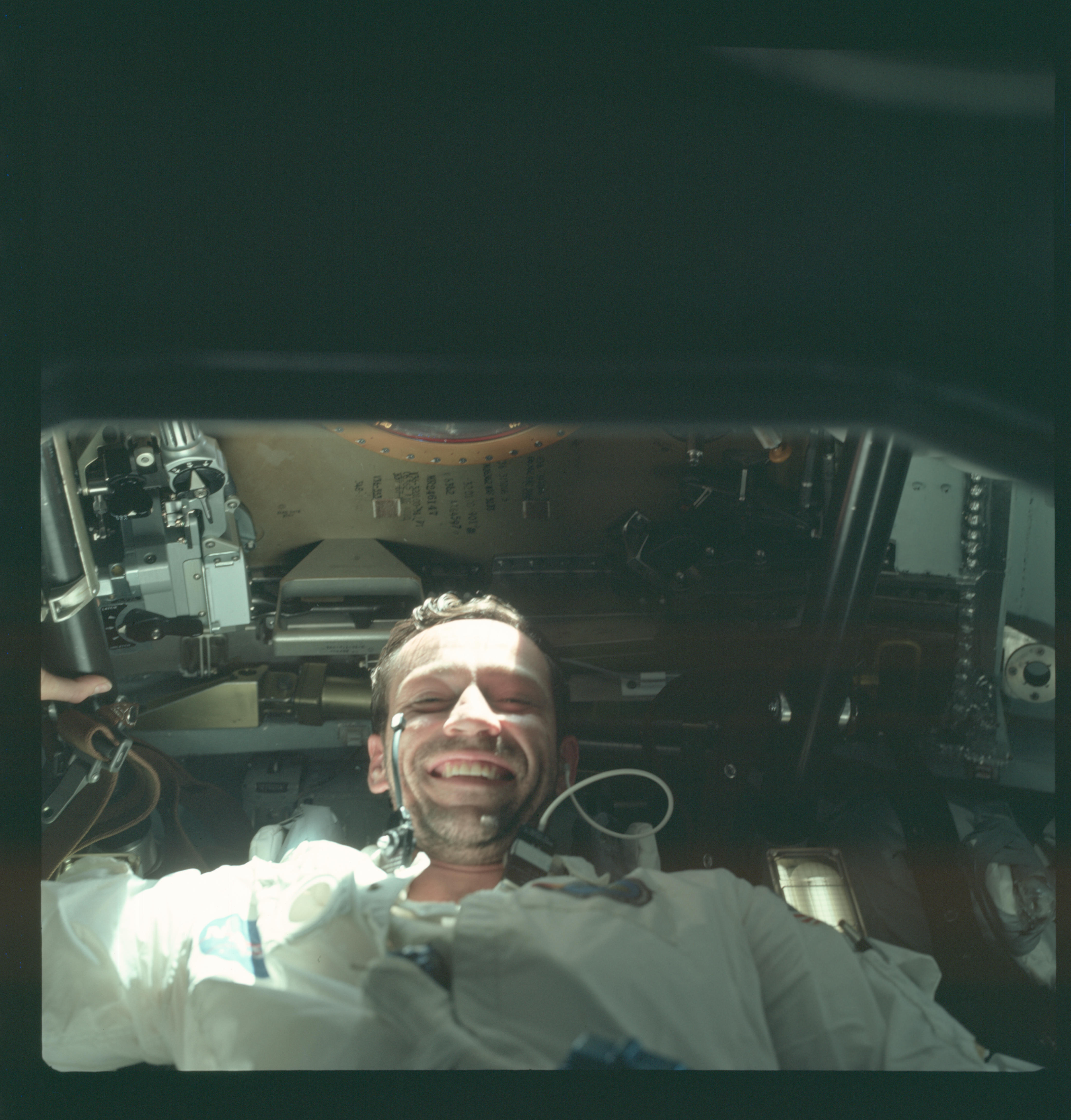
Don durante la misión tripulada Apolo 7

Graduado por la Academia Naval de Estados Unidos y piloto de la Fuerza Aérea, Eisele entró a la NASA en 1963 y en diciembre de 1968, junto con los astronautas Walter Schirra y Walter Cunningham, participó de la misión Apolo 7, quedando en órbita terrestre durante once días, realizando intensos entrenamientos y pruebas con el nuevo equipamiento y visando la futuras misiones lunares del Programa Apolo. Durante esta misión fueron transmitidas a Tierra, por primera vez, imágenes en vivo de astronautas efectivamente trabajando en el espacio.
En julio de 1972 dejó la NASA y pasó a integrar el Cuerpo de Paz del Ejército de Estados Unidos en Tailandia, como director regional. Después pasó a trabajar en la empresa privada. Falleció de un ataque cardíaco durante un viaje de trabajo a Tokio, en Japón.